# 1. Fußball-Club Kaiserslautern 2000-2001
Questa voce raccoglie le informazioni riguardanti il 1. Fußball-Club Kaiserslautern nelle competizioni ufficiali della stagione 2000-2001.

## Stagione
Nella stagione 2000-2001 il Kaiserslautern, allenato da Otto Rehhagel e Andreas Brehme, concluse il campionato di Bundesliga all'8º posto. In Coppa di Germania il Kaiserslautern fu eliminato al secondo turno dal Borussia M'gladbach. In Coppa di Lega il Kaiserslautern fu eliminato in semifinale dal Bayern Monaco. In Coppa UEFA il Kaiserslautern fu eliminato in semifinale dall'Alavés.

## Rosa
| N. |                                | Ruolo | Calciatore           |
| -- | ------------------------------ | ----- | -------------------- |
| 1  | Germania (bandiera)            | P     | Georg Koch           |
| 2  | Danimarca (bandiera)           | D     | Michael Schjønberg   |
| 3  | Rep. Ceca (bandiera)           | D     | Petr Gabriel         |
| 4  | Germania (bandiera)            | D     | Axel Roos            |
| 6  | Egitto (bandiera)              | D     | Hany Ramzy           |
| 7  | Bulgaria (bandiera)            | C     | Marian Hristov       |
| 8  | Grecia (bandiera)              | C     | Dīmītrīs Grammozīs   |
| 9  | Svezia (bandiera)              | A     | Jörgen Pettersson    |
| 10 | Rep. Ceca (bandiera)           | A     | Vratislav Lokvenc    |
| 11 | Germania (bandiera)            | A     | Olaf Marschall       |
| 12 | Germania (bandiera)            | A     | Marco Reich          |
| 13 | Serbia e Montenegro (bandiera) | D     | Slobodan Komljenović |
| 14 | Francia (bandiera)             | C     | Youri Djorkaeff      |
| 15 | Croazia (bandiera)             | C     | Nenad Bjelica        |
| 16 | Germania (bandiera)            | P     | Uwe Gospodarek       |

| N. |                        | Ruolo | Calciatore         |
| -- | ---------------------- | ----- | ------------------ |
| 17 | Brasile (bandiera)     | C     | Ratinho            |
| 20 | Polonia (bandiera)     | D     | Tomasz Kłos        |
| 21 | Lussemburgo (bandiera) | C     | Jeff Strasser      |
| 22 | Germania (bandiera)    | C     | Andreas Buck       |
| 23 | Germania (bandiera)    | A     | Silvio Adzic       |
| 24 | Germania (bandiera)    | D     | Harry Koch         |
| 25 | Germania (bandiera)    | A     | Miroslav Klose     |
| 26 | Germania (bandiera)    | P     | Roman Weidenfeller |
| 27 | Germania (bandiera)    | D     | Marco Stark        |
| 28 | Germania (bandiera)    | A     | Marco Toppmöller   |
| 29 | Germania (bandiera)    | D     | Rainer Hauck       |
| 30 | Germania (bandiera)    | C     | Mario Basler       |
| 31 | Germania (bandiera)    | D     | Rüdiger Ziehl      |
| 32 | Portogallo (bandiera)  | C     | José Dominguez     |
| 36 | Germania (bandiera)    | C     | Torsten Reuter     |

## Organigramma societario
Area tecnica
- Allenatore: Andreas Brehme
- Allenatore in seconda: Reinhard Stumpf
- Preparatore dei portieri: Gerald Ehrmann
- Preparatori atletici:

## Calciomercato

### Sessione estiva
| Acquisti | Acquisti           | Acquisti          | Acquisti |
| R.       | Nome               | da                | Modalità |
| -------- | ------------------ | ----------------- | -------- |
| C        | José Dominguez     | Tottenham         |          |
| D        | Tomasz Kłos        | Auxerre           |          |
| D        | Petr Gabriel       | Sparta Praga      |          |
| C        | Dīmītrīs Grammozīs | Amburgo           |          |
| A        | Vratislav Lokvenc  | Sparta Praga      |          |
| A        | Marco Toppmöller   | Osnabrück         |          |
| D        | Murat Yakın        | Basilea           |          |
| D        | Rüdiger Ziehl      | Kaiserslautern II |          |

| Cessioni | Cessioni       | Cessioni              | Cessioni |
| R.       | Nome           | a                     | Modalità |
| -------- | -------------- | --------------------- | -------- |
| D        | János Hrutka   | Eintracht Francoforte |          |
| C        | Junior         | Norimberga            |          |
| D        | Roger Lutz     | F91 Dudelange         |          |
| P        | Andreas Reinke | Īraklīs               |          |
| C        | Ciriaco Sforza | Bayern Monaco         |          |
| C        | Martin Wagner  | Wolfsburg             |          |

### Sessione invernale
| Acquisti | Acquisti      | Acquisti | Acquisti |
| R.       | Nome          | da       | Modalità |
| -------- | ------------- | -------- | -------- |
| C        | Nenad Bjelica | Osijek   |          |

| Cessioni | Cessioni    | Cessioni | Cessioni |
| R.       | Nome        | a        | Modalità |
| -------- | ----------- | -------- | -------- |
| D        | Murat Yakın | Basilea  |          |
| A        | Igli Tare   | Brescia  |          |

## Risultati

### Bundesliga

#### Girone di andata
| Arbitro: | Fleischer |

|  |           |             |
|  | Marcatori | 63’ Buckley |

| Arbitro: | Sippel |

|                                    |           |  |
| Juskowiak 35’, 69’, 82’ Rische 54’ | Marcatori |  |

| Arbitro: | Wack |

|           |           |  |
| Basler 3’ | Marcatori |  |

| Unterhaching 8 settembre 2000, ore 20:15 CEST 4ª giornata | Unterhaching | 0 – 0 referto | Kaiserslautern | Stadion am Sportpark (13 000 spett.)\| Arbitro: \| Krug \| |
| Arbitro:                                                  | Krug         |               |                |                                                            |

| Arbitro: | Strampe |

|                                                |           |          |
| Djorkaeff 10’ (rig.) Ramzy 88’ Komljenović 90’ | Marcatori | 18’ Timm |

| Arbitro: | Aust |

|               |           |  |
| Rydlewicz 71’ | Marcatori |  |

| Arbitro: | Heynemann |

|                |           |              |
| Koch 2’ (rig.) | Marcatori | 47’ Mičevski |

| Arbitro: | Kemmling |

|  |           |                                                      |
|  | Marcatori | 14’ (rig.) Koch 56’ Lokvenc 83’ Pettersson 87’ Reich |

| Arbitro: | Jansen |

|                          |           |  |
| Pettersson 14’ Klose 85’ | Marcatori |  |

| Arbitro: | Berg |

|               |           |                       |
| Evanílson 63’ | Marcatori | 12’ Hristov 88’ Reich |

| Arbitro: | Steinborn |

|                                        |           |                      |
| Koch 67’ (rig.) Kłos 72’ Marschall 87’ | Marcatori | 37’ Sand 57’ Wałdoch |

| Arbitro: | Stark |

|                                             |           |          |
| Reichenberger 44’ Sobotzik 52’ Fjørtoft 77’ | Marcatori | 83’ Kłos |

| Arbitro: | Wagner |

|  |           |                       |
|  | Marcatori | 14’ Sellimi 90’ Zeyer |

| Arbitro: | Albrecht |

|                                                  |           |                           |
| Neuville 30’, 86’ Kirsten 37’ Ballack 69’ (rig.) | Marcatori | 35’ Hristov 66’ Dominguez |

| Arbitro: | Fleischer |

|                |           |                 |
| Klose 86’, 88’ | Marcatori | 90’ (rig.) Butt |

| Kaiserslautern 9 dicembre 2000, ore 20:15 CET 16ª giornata | Kaiserslautern | 0 – 0 referto | Bayern Monaco | Fritz-Walter-Stadion (41 500 spett.)\| Arbitro: \| Aust \| |
| Arbitro:                                                   | Aust           |               |               |                                                            |

| Arbitro: | Jansen |

|                        |           |                                           |
| Deisler 60’ Preetz 66’ | Marcatori | 21’ Strasser 41’, 70’ Klose 89’ Djorkaeff |

#### Girone di ritorno
| Arbitro: | Wack |

|  |           |           |
|  | Marcatori | 37’ Klose |

| Kaiserslautern 27 gennaio 2001, ore 15:30 CET 19ª giornata | Kaiserslautern | 0 – 0 referto | Wolfsburg | Fritz-Walter-Stadion (36 787 spett.)\| Arbitro: \| Krug \| |
| Arbitro:                                                   | Krug           |               |           |                                                            |

| Arbitro: | Weiner |

|                                           |           |            |
| Adhemar 11’, 53’, 79’ Ganea 31’, 37’, 85’ | Marcatori | 21’ Basler |

| Arbitro: | Aust |

|                                     |           |  |
| Koch 7’ Strasser 18’, 79’ Klose 22’ | Marcatori |  |

| Arbitro: | Meyer |

|  |           |             |
|  | Marcatori | 14’ Lokvenc |

| Arbitro: | Fröhlich |

|  |           |          |
|  | Marcatori | 2’ Salou |

| Arbitro: | Fleischer |

|  |           |                               |
|  | Marcatori | 52’ (rig.) Basler 63’ Hristov |

| Arbitro: | Strampe |

|                                     |           |                                    |
| Lokvenc 46’ Bjelica 48’ Hristov 73’ | Marcatori | 58’ (aut.) Schjønberg 70’ Bierofka |

| Arbitro: | Wack |

|            |           |                  |
| Herzog 58’ | Marcatori | 11’, 39’ Lokvenc |

| Arbitro: | Fröhlich |

|             |           |                                            |
| Lokvenc 58’ | Marcatori | 33’ Bobic 46’ Addo 62’ Ricken 76’ Heinrich |

| Arbitro: | Stark |

|                                         |           |           |
| Wałdoch 3’, 9’ Sand 55’, 89’ Mpenza 87’ | Marcatori | 71’ Klose |

| Arbitro: | Krug |

|                                             |           |                                |
| Lokvenc 1’, 52’ Basler 50’ (rig.) Klose 89’ | Marcatori | 21’ Guié-Mien 36’ Kryszałowicz |

| Arbitro: | Strampe |

|                                                    |           |                              |
| But 15’, 39’ Sellimi 30’ Baya 37’ K'obiashvili 42’ | Marcatori | 50’ Djorkaeff 69’ Pettersson |

| Arbitro: | Albrecht |

|  |           |             |
|  | Marcatori | 9’ Neuville |

| Arbitro: | Krug |

|            |           |           |
| Präger 20’ | Marcatori | 84’ Adzic |

| Arbitro: | Wagner |

|                         |           |            |
| Jancker 55’ Zickler 90’ | Marcatori | 5’ Lokvenc |

| Arbitro: | Heynemann |

|  |           |           |
|  | Marcatori | 47’ Alves |

### Coppa di Germania
| Arbitro: | Fandel |

|  |           |                                                 |
|  | Marcatori | 38’ Ramzy 41’ Lokvenc 53’ Pettersson 76’ Basler |

| Arbitro: | Wack |

|                                                 |           |               |
| Nielsen 23’ van Lent 43’, 45’ Demo 84’ Auer 87’ | Marcatori | 6’ Pettersson |

### Coppa di Lega
| Arbitro: | Berg |

|  |           |                      |
|  | Marcatori | 8’ Tare 23’ Strasser |

| Arbitro: | Werthmann |

|                                              |           |          |
| Jancker 5’ Scholl 31’ Wiesinger 48’ Cruz 78’ | Marcatori | 33’ Buck |

### Coppa UEFA
| Arbitro: | Agius |

|                  |           |                                |
| Crowe 90’ (rig.) | Marcatori | 70’ Reich 75’ Hristov 79’ Tare |

| Arbitro: | Vuorela |

|  |           |           |
|  | Marcatori | 37’ Crowe |

| Arbitro: | Snoddy |

|                         |           |                                            |
| Konstantinou 47’ (rig.) | Marcatori | 6’ Klose 35’ Hristov 64’ (aut.) Taularidīs |

| Arbitro: | Riley |

|                               |           |                                   |
| Koch 25’ (rig.) Djorkaeff 29’ | Marcatori | 54’, 90’ Konstantinou 90’ Fofonka |

| Arbitro: | Veissière |

|             |           |  |
| Albertz 88’ | Marcatori |  |

| Arbitro: | Fisker |

|                               |           |  |
| Klose 8’ Buck 65’ Lokvenc 79’ | Marcatori |  |

| Praga 15 febbraio 2001, ore CET Ottavi di finale | Slavia Praga | 0 – 0 referto | Kaiserslautern | Velký Strahovský Stadion (17 840 spett.)\| Arbitro: \| Romain \| |
| Arbitro:                                         | Romain       |               |                |                                                                  |

| Arbitro: | Ivanov |

|             |           |  |
| Lokvenc 59’ | Marcatori |  |

| Arbitro: | Poll |

|                 |           |  |
| Koch 31’ (rig.) | Marcatori |  |

| Arbitro: | Nieto |

|  |           |                   |
|  | Marcatori | 71’ (rig.) Basler |

| Arbitro: | Pedersen |

|                                                                       |           |                 |
| Contra 20’ (rig.), 31’ (rig.) Cruijff 42’ Alonso 58’ (rig.) Magno 82’ | Marcatori | 68’ (rig.) Koch |

| Arbitro: | Dallas |

|              |           |                                   |
| Djorkaeff 7’ | Marcatori | 23’ Geli 64’, 86’ Vučko 88’ Gañán |

## Statistiche

### Statistiche di squadra
| Competizione      | Punti | In casa | In casa | In casa | In casa | In casa | In casa | In trasferta | In trasferta | In trasferta | In trasferta | In trasferta | In trasferta | Totale | Totale | Totale | Totale | Totale | Totale | DR |
| Competizione      | Punti | G       | V       | N       | P       | Gf      | Gs      | G            | V            | N            | P            | Gf           | Gs           | G      | V      | N      | P      | Gf     | Gs     | DR |
| ----------------- | ----- | ------- | ------- | ------- | ------- | ------- | ------- | ------------ | ------------ | ------------ | ------------ | ------------ | ------------ | ------ | ------ | ------ | ------ | ------ | ------ | -- |
| Bundesliga        | 50    | 17      | 8       | 3       | 6       | 24      | 19      | 17           | 7            | 2            | 8            | 25           | 35           | 34     | 15     | 5      | 14     | 49     | 54     | -5 |
| Coppa di Germania | -     | 0       | 0       | 0       | 0       | 0       | 0       | 2            | 1            | 0            | 1            | 5            | 5            | 2      | 1      | 0      | 1      | 5      | 5      | 0  |
| Coppa di Lega     | -     | 0       | 0       | 0       | 0       | 0       | 0       | 2            | 1            | 0            | 1            | 3            | 4            | 2      | 1      | 0      | 1      | 3      | 4      | -1 |
| Coppa UEFA        | -     | 6       | 3       | 0       | 3       | 8       | 8       | 6            | 3            | 1            | 2            | 8            | 8            | 12     | 6      | 1      | 5      | 16     | 16     | 0  |
| Totale            | 50    | 23      | 11      | 3       | 9       | 32      | 27      | 27           | 12           | 3            | 12           | 41           | 52           | 50     | 23     | 6      | 21     | 73     | 79     | -6 |

### Andamento in campionato
| Giornata  | 1  | 2  | 3  | 4  | 5  | 6  | 7  | 8 | 9 | 10 | 11 | 12 | 13 | 14 | 15 | 16 | 17 | 18 | 19 | 20 | 21 | 22 | 23 | 24 | 25 | 26 | 27 | 28 | 29 | 30 | 31 | 32 | 33 | 34 |
| --------- | -- | -- | -- | -- | -- | -- | -- | - | - | -- | -- | -- | -- | -- | -- | -- | -- | -- | -- | -- | -- | -- | -- | -- | -- | -- | -- | -- | -- | -- | -- | -- | -- | -- |
| Luogo     | C  | T  | C  | T  | C  | T  | C  | T | C | T  | C  | T  | C  | T  | C  | C  | T  | T  | C  | T  | C  | T  | C  | T  | C  | T  | C  | T  | C  | T  | C  | T  | T  | C  |
| Risultato | P  | P  | V  | N  | V  | P  | N  | V | V | V  | V  | P  | P  | P  | V  | N  | V  | V  | N  | P  | V  | V  | P  | V  | V  | V  | P  | P  | V  | P  | P  | N  | P  | P  |
| Posizione | 12 | 17 | 14 | 13 | 10 | 12 | 15 | 9 | 8 | 4  | 3  | 5  | 6  | 7  | 7  | 8  | 6  | 5  | 6  | 6  | 6  | 6  | 6  | 6  | 5  | 3  | 6  | 6  | 6  | 6  | 6  | 6  | 8  | 8  |

Legenda:

Luogo: C = Casa; T = Trasferta. Risultato: V = Vittoria; N = Pareggio; P = Sconfitta.

### Statistiche dei giocatori
| Giocatore       | Bundesliga | Bundesliga | Bundesliga  | Bundesliga | Coppa di Germania | Coppa di Germania | Coppa di Germania | Coppa di Germania | Coppa di Lega | Coppa di Lega | Coppa di Lega | Coppa di Lega | Coppa UEFA | Coppa UEFA | Coppa UEFA  | Coppa UEFA | Totale   | Totale | Totale      | Totale     |
| Giocatore       | Presenze   | Reti       | Ammonizioni | Espulsioni | Presenze          | Reti              | Ammonizioni       | Espulsioni        | Presenze      | Reti          | Ammonizioni   | Espulsioni    | Presenze   | Reti       | Ammonizioni | Espulsioni | Presenze | Reti   | Ammonizioni | Espulsioni |
| --------------- | ---------- | ---------- | ----------- | ---------- | ----------------- | ----------------- | ----------------- | ----------------- | ------------- | ------------- | ------------- | ------------- | ---------- | ---------- | ----------- | ---------- | -------- | ------ | ----------- | ---------- |
| S. Adzic        | 6          | 1          | 0           | 0          | 1                 | 0                 | 1                 | 0                 | 0             | 0             | 0             | 0             | 1          | 0          | 0           | 0          | 8        | 1      | 1           | 0          |
| M. Basler       | 21         | 4          | 4           | 0          | 1                 | 1                 | 1                 | 0                 | 2             | 0             | 0             | 0             | 9          | 1          | 3           | 0          | 33       | 6      | 8           | 0          |
| N. Bjelica      | 13         | 1          | 2           | 0          | 0                 | 0                 | 0                 | 0                 | 0             | 0             | 0             | 0             | 0          | 0          | 0           | 0          | 13       | 1      | 2           | 0          |
| A. Buck         | 20         | 0          | 2           | 0          | 0                 | 0                 | 0                 | 0                 | 2             | 1             | 0             | 0             | 7          | 1          | 0           | 0          | 29       | 2      | 2           | 0          |
| Y. Djorkaeff    | 26         | 3          | 5           | 0          | 2                 | 0                 | 0                 | 0                 | 0             | 0             | 0             | 0             | 7          | 2          | 0           | 0          | 35       | 5      | 5           | 0          |
| J. Dominguez    | 7          | 1          | 3           | 0          | 0                 | 0                 | 0                 | 0                 | 0             | 0             | 0             | 0             | 2          | 0          | 0           | 0          | 9        | 1      | 3           | 0          |
| P. Gabriel      | 0          | 0          | 0           | 0          | 0                 | 0                 | 0                 | 0                 | 1             | 0             | 0             | 0             | 0          | 0          | 0           | 0          | 1        | 0      | 0           | 0          |
| U. Gospodarek   | 0          | 0          | 0           | 0          | 1                 | 0                 | 0                 | 0                 | 0             | 0             | 0             | 0             | 0          | 0          | 0           | 0          | 1        | 0      | 0           | 0          |
| D. Grammozīs    | 23         | 0          | 8           | 1          | 2                 | 0                 | 0                 | 0                 | 2             | 0             | 1             | 0             | 10         | 0          | 2           | 0          | 37       | 0      | 11          | 1          |
| R. Hauck        | 2          | 0          | 1           | 0          | 0                 | 0                 | 0                 | 0                 | 0             | 0             | 0             | 0             | 0          | 0          | 0           | 0          | 2        | 0      | 1           | 0          |
| M. Hristov      | 31         | 4          | 10          | 0          | 1                 | 0                 | 1                 | 0                 | 2             | 0             | 1             | 0             | 12         | 2          | 1           | 0          | 46       | 6      | 13          | 0          |
| M. Klose        | 29         | 9          | 4           | 1          | 2                 | 0                 | 0                 | 0                 | 2             | 0             | 0             | 0             | 12         | 2          | 2           | 0          | 45       | 11     | 6           | 1          |
| G. Koch         | 31         | 0          | 7           | 0          | 1                 | 0                 | 0                 | 0                 | 2             | 0             | 0             | 0             | 11         | 0          | 3           | 0          | 45       | 0      | 10          | 0          |
| H. Koch         | 28         | 4          | 6           | 1          | 1                 | 0                 | 0                 | 0                 | 0             | 0             | 0             | 0             | 12         | 3          | 1           | 0          | 41       | 7      | 7           | 1          |
| S. Komljenović  | 16         | 1          | 0           | 0          | 2                 | 0                 | 0                 | 0                 | 1             | 0             | 0             | 0             | 7          | 0          | 0           | 0          | 26       | 1      | 0           | 0          |
| T. Kłos         | 22         | 2          | 3           | 1          | 1                 | 0                 | 1                 | 0                 | 0             | 0             | 0             | 0             | 0          | 0          | 0           | 0          | 23       | 2      | 4           | 1          |
| V. Lokvenc      | 30         | 9          | 5           | 0          | 2                 | 1                 | 1                 | 0                 | 2             | 0             | 0             | 0             | 11         | 2          | 0           | 0          | 45       | 12     | 6           | 0          |
| O. Marschall    | 12         | 1          | 1           | 0          | 1                 | 0                 | 1                 | 0                 | 0             | 0             | 0             | 0             | 6          | 0          | 1           | 0          | 19       | 1      | 3           | 0          |
| J. Pettersson   | 25         | 3          | 3           | 0          | 2                 | 2                 | 0                 | 0                 | 0             | 0             | 0             | 0             | 10         | 0          | 3           | 1          | 37       | 5      | 6           | 1          |
| H. Ramzy        | 27         | 1          | 5           | 1          | 1                 | 1                 | 0                 | 0                 | 2             | 0             | 1             | 0             | 11         | 0          | 2           | 0          | 41       | 2      | 8           | 1          |
| R. Ratinho      | 9          | 0          | 3           | 0          | 1                 | 0                 | 0                 | 0                 | 0             | 0             | 0             | 0             | 6          | 0          | 1           | 0          | 16       | 0      | 4           | 0          |
| M. Reich        | 18         | 2          | 1           | 0          | 0                 | 0                 | 0                 | 0                 | 2             | 0             | 0             | 0             | 6          | 1          | 1           | 0          | 26       | 3      | 2           | 0          |
| T. Reuter       | 0          | 0          | 0           | 0          | 0                 | 0                 | 0                 | 0                 | 0             | 0             | 0             | 0             | 0          | 0          | 0           | 0          | 0        | 0      | 0           | 0          |
| A. Roos         | 3          | 0          | 1           | 0          | 1                 | 0                 | 0                 | 0                 | 0             | 0             | 0             | 0             | 0          | 0          | 0           | 0          | 4        | 0      | 1           | 0          |
| M. Schjønberg   | 12         | 0          | 3           | 0          | 0                 | 0                 | 0                 | 0                 | 2             | 0             | 0             | 0             | 1          | 0          | 1           | 0          | 15       | 0      | 4           | 0          |
| M. Stark        | 2          | 0          | 0           | 0          | 0                 | 0                 | 0                 | 0                 | 0             | 0             | 0             | 0             | 0          | 0          | 0           | 0          | 2        | 0      | 0           | 0          |
| J. Strasser     | 30         | 3          | 7           | 0          | 2                 | 0                 | 1                 | 0                 | 2             | 1             | 1             | 0             | 11         | 0          | 4           | 0          | 45       | 4      | 13          | 0          |
| I. Tare         | 4          | 0          | 0           | 0          | 2                 | 0                 | 0                 | 0                 | 2             | 1             | 0             | 0             | 2          | 1          | 0           | 0          | 10       | 2      | 0           | 0          |
| M. Toppmöller   | 2          | 0          | 0           | 0          | 0                 | 0                 | 0                 | 0                 | 0             | 0             | 0             | 0             | 0          | 0          | 0           | 0          | 2        | 0      | 0           | 0          |
| R. Weidenfeller | 3          | 0          | 0           | 0          | 0                 | 0                 | 0                 | 0                 | 0             | 0             | 0             | 0             | 1          | 0          | 0           | 0          | 4        | 0      | 0           | 0          |
| M. Yakın        | 9          | 0          | 2           | 0          | 1                 | 0                 | 0                 | 0                 | 2             | 0             | 0             | 0             | 3          | 0          | 1           | 0          | 15       | 0      | 3           | 0          |
| R. Ziehl        | 3          | 0          | 1           | 0          | 0                 | 0                 | 0                 | 0                 | 0             | 0             | 0             | 0             | 0          | 0          | 0           | 0          | 3        | 0      | 1           | 0          |